# Сражение при Коблскилле
Сражение при Коблскилле (англ. Battle of Cobleskill) — сражение между лоялистами и ирокезами, с одной стороны, и американскими солдатами и ополченцами, с другой, состоявшееся 30 мая 1778 года на месте современной деревни Уорнервилл во время Войны за независимость США. Отряд ирокезов и лоялистов совершил нападение на поселение Коблскилл и заманил американских солдат и ополченцев в западню. Убив 22 человека и вынудив бежать остальных, нападавшие сожгли и разрушили большинство построек в поселении. 
Нападение ознаменовало начало новой кампании лоялистов и ирокезов, в результате которой они атаковали и разрушили многочисленные поселения на землях Нью-Йорка и Пенсильвании. 

## Предыстория
Когда началась Американская революция, конфедерация ирокезов попыталась сохранить нейтралитет и не участвовать в ней. Конгрегационалистский священник Сэмюэл Киркленд, служивший миссионером среди ирокезов, смог убедить онайда и тускарора принять сторону американцев, в то время как мохоки, сенека, кайюга и онондага остались верны Великобритании. Объединившись с лоялистами, пробританские ирокезы стали совершать разрушительные набеги на земли Нью-Йорка и Пенсильвании.
После поражения британской армии в Битве при Саратоге в октябре 1777 года, война за независимость США в северной и западной частях провинции Нью-Йорк превратилась в серию взаимных рейдов и небольших стычек. Долина реки Мохок стала особой мишенью для ирокезов и лоялистов, поскольку она являлась одной из богатейших житниц британских колоний в Северной Америке, к тому же, местные фермеры активно снабжали провизией Континентальную армию. Не сумев захватить эту территорию, британское командование решило лишить своего противника хорошей продовольственной базы и уничтожить поселения в долине.
Зимой 1777—1778 годов вождь сенека Сайенкерата и лидер мохоков Джозеф Брант, союзники Великобритании, разработали планы нападения на приграничные поселения в Нью-Йорке и Пенсильвании. В конце января Брант покинул форт Ниагара с отрядом из 30 мохоков и отправился к ирокезским деревням, расположенным на севере Нью-Йорка. 
В поселении Коблскилл проживало двадцать семей, разбросанных по фермам вдоль одноимённой реки на расстоянии около 5 км. Оно являлось частью долины Скохари, региона, который был важным источником продовольствия для Континентальной армии. Его основной защитой было небольшое местное ополчение под командованием капитана Кристиана Брауна. Появление ирокезов около Коблскилла в мае побудило Брауна обратиться за помощью. В конце месяца в поселение прибыла рота под командованием капитана Уильяма Патрика, насчитывавшая от 30 до 40 человек.

## Сражение

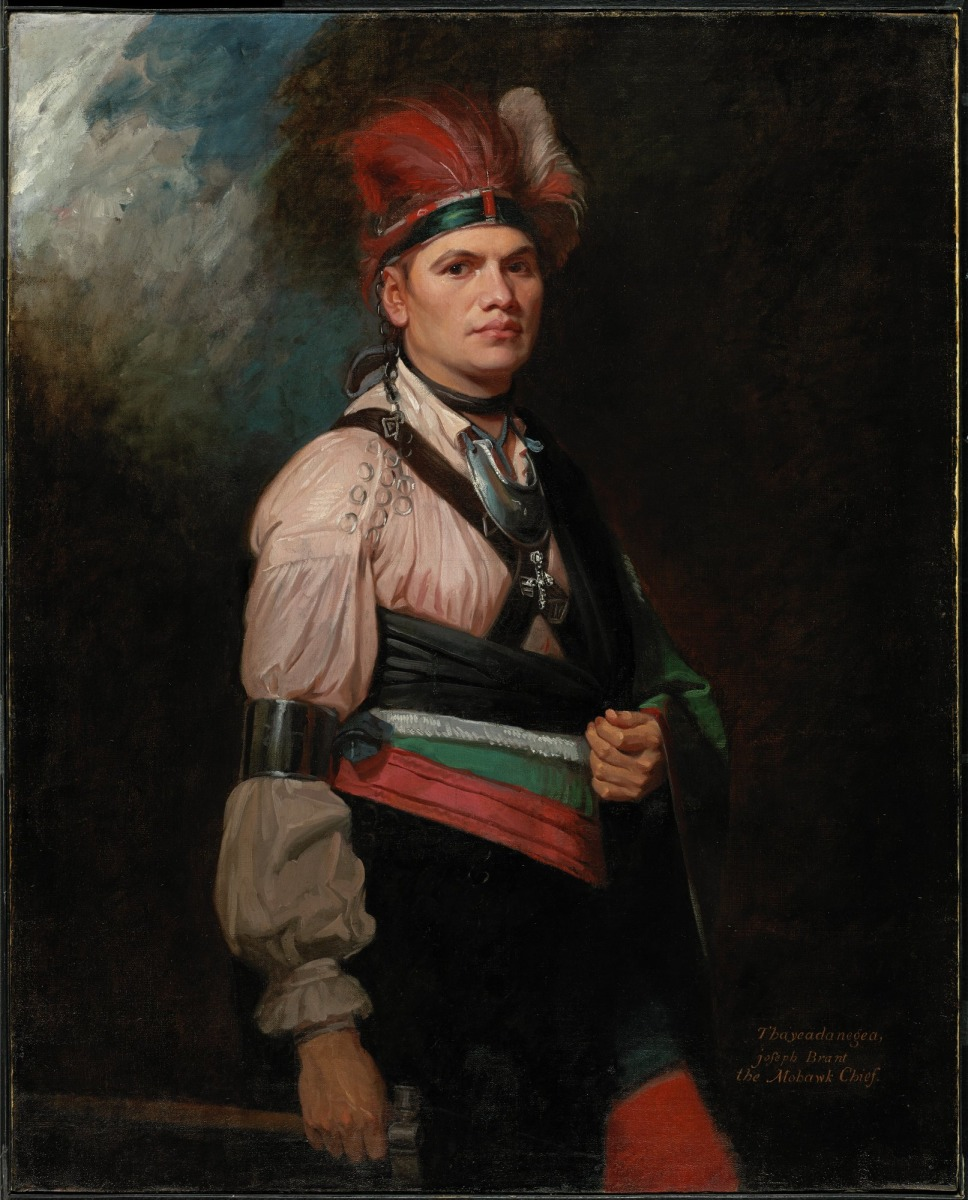
Портрет Джозефа Бранта, художник Джордж Ромни, 1776 г.

В мае 1778 года Брант прибыл в Онакуагу, собирая индейских воинов и рассылая призывы лоялистам присоединиться к нему. 30 мая он отправил небольшой разведывательный отряд к южной окраине Коблскилла. План Бранта заключался в том, чтобы заманить американцев в ловушку, и это отлично сработало. 
Рота регулярных войск американцев под командованием капитана Патрика из полка Икабода Олдена и 15 ополченцев Кристиана Брауна проводили разведку окрестностей Коблскилла, когда обнаружили группу из 20 индейцев близ дома Джорджа Уорнера на южной окраине поселения. Несмотря на предупреждение капитана Брауна о том, что враг, возможно, устраивает западню, Уильям Патрик отдал приказ о преследовании ирокезов. Погоня растянулась более чем на 1,5 км, прежде чем американцы осознали, что их заманивают в ловушку. Индейцы и лоялисты быстро окружили людей Патрика и начался бой. Сам капитан, как и его заместитель Ант, были тут же убиты. Вскоре погибло около половины американцев, и Кристиан Браун приказал оставшимся в живых отступать.
Отступая, американцы снова миновали дом Уорнера, в котором укрылись пятеро раненых солдат. Ирокезы подожгли строение, и солдаты погибли в огне. Всего американцы потеряли в этом сражении 22 солдата и ополченца, восемь человек были ранены и пятеро попали в плен, которых Брант позже передал британским властям в форте Ниагара. После ухода ирокезов и лоялистов тела Уильяма Патрика и некоторых других погибших американцев были найдены изуродованными.

## Последствия
После окончания сражения люди Бранта разграбили Коблскилл. Они сожгли десять домов и несколько амбаров, прежде чем покинуть поселение. Все лошади и крупный рогатый скот, которых они не смогли увести, были убиты. Эйбрахам Уэмпл, помогавший похоронить павших американцев, вспоминал позднее, что «они были убиты самым бесчеловечным образом».
В результате рейда Бранта и его людей жители поселения оказались обездоленными и находились на грани нищеты. Континентальный конгресс выделил им 200 фунтов в качестве компенсации за понесённые потери. Многие семьи покинули Коблскилл и перебрались в Скенектади, Черри-Валли и другие крупные и лучше укреплённые поселения.
После нападения на Коблскилл Брант продолжил вербовать лоялистов и ирокезов в свой отряд и собирать продовольствие, сделав Онакуагу своей штаб-квартирой. Он и его люди совершали набеги в округах Трайон и Алстер, не трогая лоялистов и разоряя дома и фермы патриотов.
Стратегия Джозефа Бранта сработала идеально: дома и имущество американцев разрушались и они не могли более снабжать продовольствием Континентальную армию, при этом человеческие жертвы с обеих сторон были сведены к минимуму. Массовое уничтожение домов и ферм
разозлило многих американцев и привело к настойчивым призывам к возмездию. Губернатор Нью-Йорка Джордж Клинтон обратился за помощью к Вашингтону и тот приказал полковнику Батлеру разрушить ирокезские деревни, служившие базами для людей Бранта. В начале октября солдаты Континентальной армии и нью-йоркские ополченцы атаковали и разрушили Онакуагу и Унадиллу.

### Статьи
- Abrams, Alfred W. Schoharie in the Border Warfare of the Revolution (англ.) // Proceedings of the New York Historical Society. — Cooperstown, NY: New York State Historical Association, 1907. — Vol. 7. — P. 33—41.